# Gondar
Gondar (Gonder)  este un oraș  în  partea de nord-vest a  Etiopiei,  în statul  Amhara, la poalele sud-vestice ale  munților Semien.

## Personalități născute aici
- Taye Atske Selassie (n. 1956), politician, președinte al Etiopiei⁠(d).